# Pickeringsche Bruchmethode
Die Pickeringsche Bruchmethode ist eine Methode zur Helligkeitsbestimmung von Sternen mit dem bloßen Auge. Sie wurde vom US-amerikanischen Astronomen Edward Charles Pickering (1846–1919) für veränderliche Sterne entwickelt und ist einfacher zu handhaben als die Argelandersche Stufenschätzungsmethode von Friedrich Wilhelm August Argelander.

## Methode
Man wählt einen Stern, der etwas heller ist als das zu schätzende Objekt und dessen Helligkeit man kennt, sowie einen Stern, der etwas schwächer ist als das zu schätzende Objekt und dessen Helligkeit man ebenfalls kennt (der Helligkeitsunterschied der beiden Sterne sollte nicht zu groß sein). Die Helligkeitsunterschied wird in Gedanken gezehntelt; in diese virtuelle Skala reiht man den zu vergleichenden Stern ein.

## Beispiel
Stern A mit bekannter scheinbarer Helligkeit {\displaystyle m_{\mathrm {A} }} ist drei Teile heller als das zu schätzende Objekt. Dieses ist wiederum {\displaystyle 10-3=7} Teile heller als Stern B mit bekannter Helligkeit {\displaystyle m_{\mathrm {B} }}. Die Schreibweise ist A3V7B.
- {\displaystyle m_{\mathrm {A} }=2{,}8}
- {\displaystyle m_{\mathrm {B} }=3{,}3}

Damit haben die Stufen der virtuellen Skala einen Helligkeitsunterschied von
- {\displaystyle \Delta m={\frac {m_{\mathrm {B} }-m_{\mathrm {A} }}{10}}=0{,}05}

Das zu schätzende Objekt hat also eine scheinbare Helligkeit von:
{\displaystyle m=2{,}8+3\cdot 0{,}05=2{,}95} bzw.
{\displaystyle m=3{,}3-7\cdot 0{,}05=2{,}95}.